# Mesocletodes dolichurus
Mesocletodes dolichurus är en kräftdjursart som beskrevs av Smirnov 1946. Mesocletodes dolichurus ingår i släktet Mesocletodes och familjen Argestidae. Inga underarter finns listade i Catalogue of Life.